# Ruch Palikota
De Palikot-Beweging (Pools: Ruch Palikota), tot 1 juni 2011: Steunbeweging (Ruch Poparcia), was een politieke partij in Polen.
De partij werd geleid door de controversiële zakenman Janusz Palikot. De partij was seculier, antiklerikaal en liberaal; standpunten waren onder andere een stop op religie-onderwijs op openbare scholen, legalisering van abortus, vrije verstrekking van condooms, invoering van het geregistreerd partnerschap voor homostellen, hervorming van het kiesstelsel en de legalisering van marihuana. Lijstaanvoerster van het kiesdistrict Krakau was een transseksueel.
Bij de verkiezingen van oktober 2011 deed de partij voor het eerst mee en kreeg 10,1% van de stemmen, goed voor 40 van de 460 zetels in de Sejm. In 2013 nam de partij deel aan de formatie van de centrumlinkse coalitie Europa Plus. Op 6 oktober van dat jaar werd de Palikot-Beweging omgezet in een nieuwe partij, Twój Ruch ("Jouw Beweging").